# Dounkora (Iolonioro)
Pour les articles homonymes, voir Dounkora.
Dounkora est une localité du département de Iolonioro, dans la province du Bougouriba (région du Sud-Ouest) au Burkina Faso. En 2006, cette localité comptait 94 habitants dont 64.9% de femmes.